# 大邱國際機場
大邱國際機場（：／ Daegu Gukje Gonghang */?），是位於韩国大邱的大型國際機場，由于韩国流行文化在全世界的快速盛行和低成本航空公司的兴起，世界各国到大邱国际机场的乘客数量急速增加。
大邱国际机场同時有韓國空軍第11戰鬥機聯隊的F-15K打擊鷹式戰鬥轟炸機駐守。

## 韓戰
韓戰爆發時，機場由一條泥土和碎石跑道和兩座混凝土建築組成。該機場被美國空軍指定為K-2空軍基地。
該機場被用作第一回合項目的一部分，該項目是一項培訓大韓民國空軍飛行員駕駛P-51野馬戰鬥機的緊急計劃。在1950年7月之前為美國陸軍第24步兵師提供近距離空中支援。1950年7月10日，該部隊被重新指定為第51戰鬥機中隊（51st Fighter Squadron），8月4日併入第12戰鬥轟炸機中隊。
美軍第822工兵航空營（822nd Engineer Aviation Battalion）於1950年7月18日開始改善現有的泥土和礫石跑道，該營隨後於8月7日開始準備平行的5,000 英尺（1,500 m）PSP跑道。
1950年7月至8月駐紮在大邱的美國空軍部隊包括：
- 第18戰鬥轟炸機大隊（英语：18th Fighter-Bomber Group），從1950年7-8月，下屬單位為：
  - 第12戰鬥轟炸機中隊（英语：12th Fighter-Bomber Squadron），裝備P-51野馬戰鬥機
- 第51戰鬥機中隊（51st Fighter Squadron），臨時，1950年7月10日-1950年8月4日
- 第6002空軍基地中隊（6002nd Air Base Squadron），1950年7月8日-8月
- 第6147戰術控制中隊(空降)（6147th Tactical Control Squadron (Airborne)），1950年8月1日-9月6日，操作T-6德州佬式教練機
- 第6149空軍基地部隊（6149th Air Base Unit），1950年8月起

大邱空軍基地在太古之戰後被廢棄，但美國空軍於1950年9月23日重新奪回大邱機場，第822營返回大邱後重新修復了跑道，並將其長度延長至5,700英尺（1,700m）。
從1950年9月起駐紮在大邱的美國空軍部隊包括：
- 第49戰鬥轟炸機大隊（英语：49th Fighter-Bomber Group），從1950年10日1日起使用F-80流星戰鬥機，這是美國空軍第一個駐紮在韓國的噴氣式戰鬥機部隊，下屬單位為：
  - 第7戰鬥轟炸機中隊（英语：7th Fighter-Bomber Squadron），9月28日起
  - 第8戰鬥轟炸機中隊（英语：8th Fighter-Bomber Squadron），9月29日起
  - 第9戰鬥轟炸機中隊（英语：9th Fighter-Bomber Squadron），9月29日起
- 第543戰術支援大隊（英语：543rd Tactical Support Group），9月26日起，下屬單位為：
  - 第8戰術偵察中隊（英语：8th Tactical Reconnaissance Squadron），操作RF-80流星戰鬥機
  - 第162戰術偵察中隊(夜間)（162nd Tactical Reconnaissance Squadron）
  - 第363偵察技術中隊（363rd Reconnaissance Technical Squadron）

1951年5月，第930工兵航空大隊（930th Engineer Aviation Group）開始維修PSP跑道並開始建造9,000 英尺（2,700 m）的混凝土跑道。

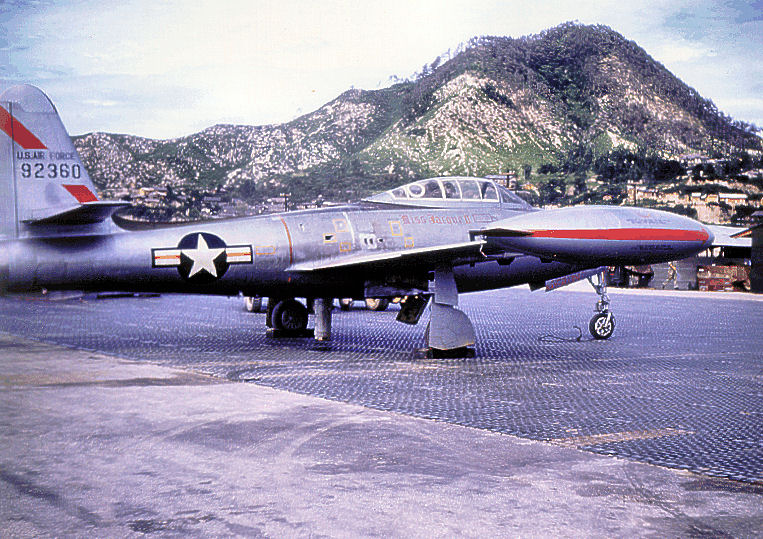
1951年，美國空軍第27戰鬥機護航大隊（27th Fighter Escort Group）的F-84E雷霆式戰鬥機（英语：Republic F-84 Thunderjet）
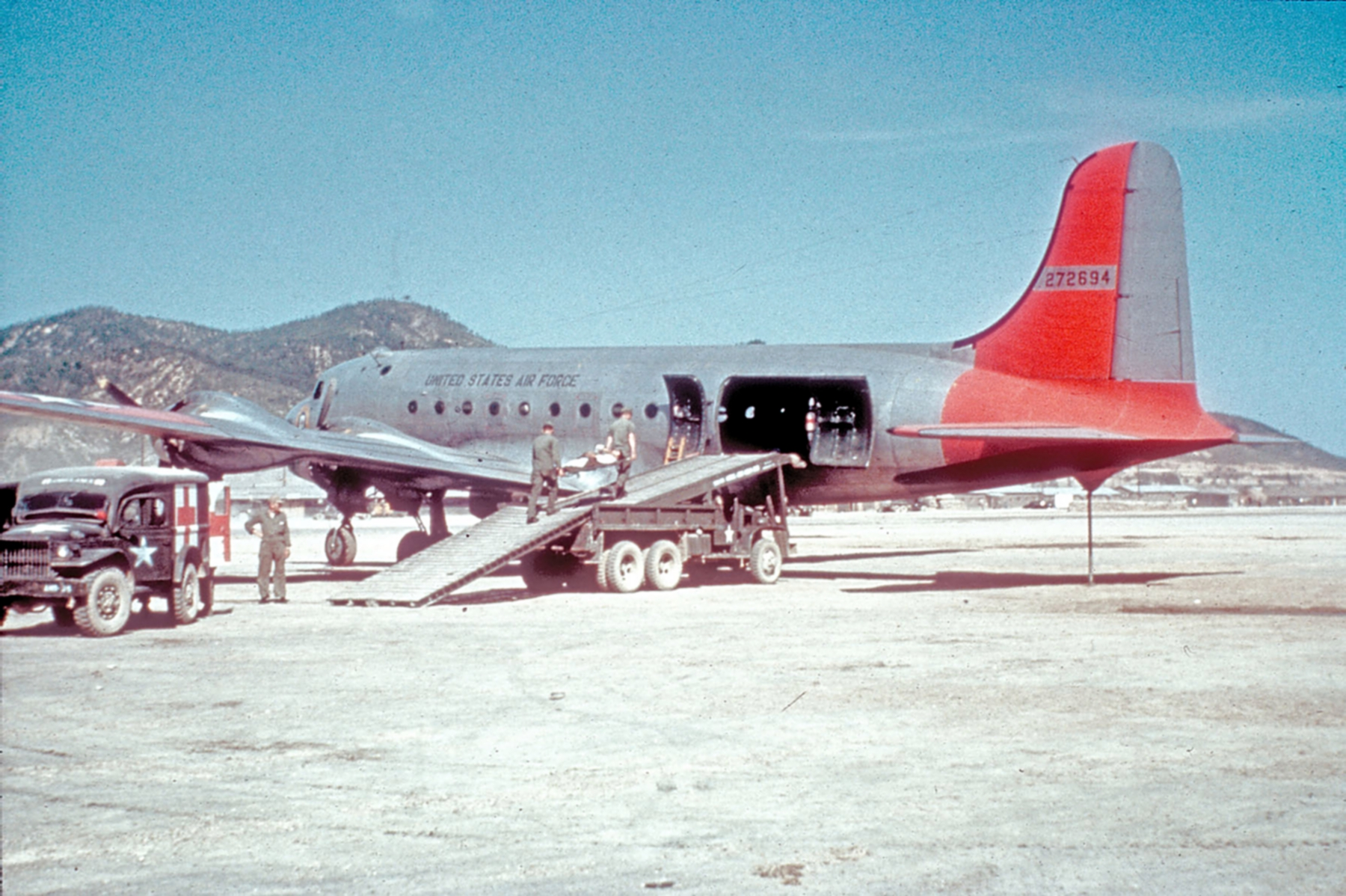
1951年，傷員被裝載到C-54上
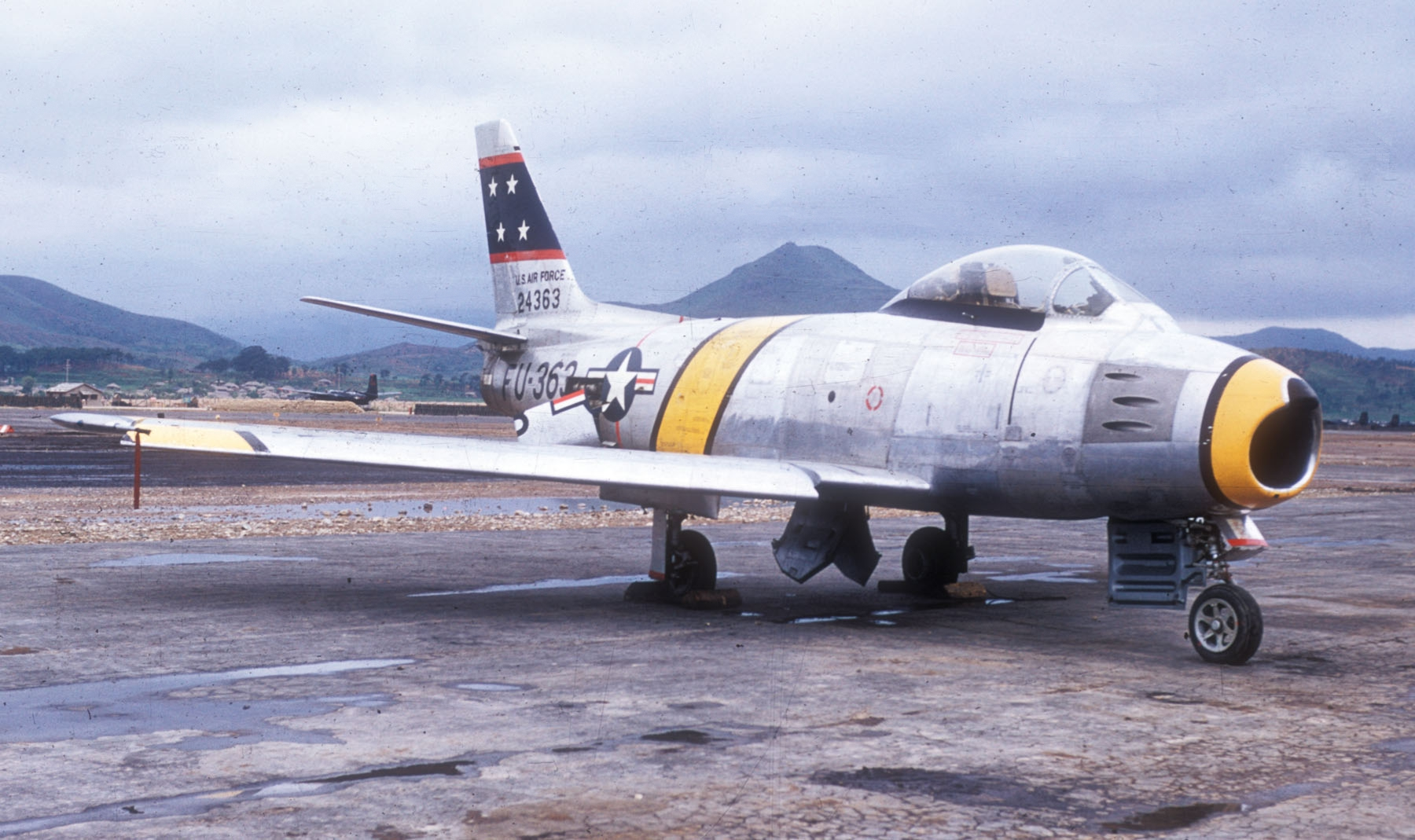
1952年，美國空軍第12戰鬥轟炸機中隊（英语：12th Fighter-Bomber Squadron）的F-86F軍刀戰鬥機

### 戰後

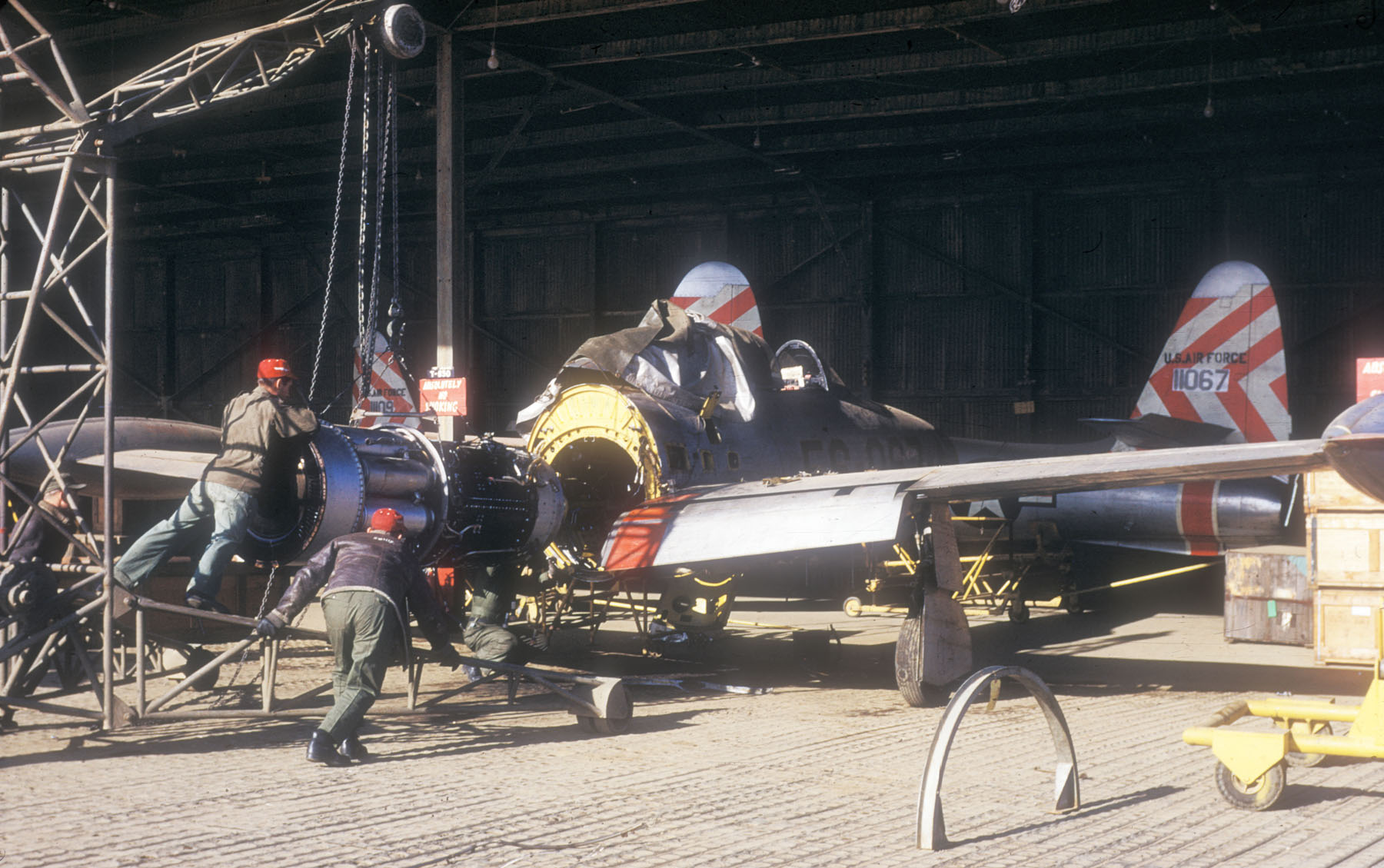
1954年，美國空軍的F-84雷霆式戰鬥機（英语：Republic F-84 Thunderjet）正在進行發動機維修
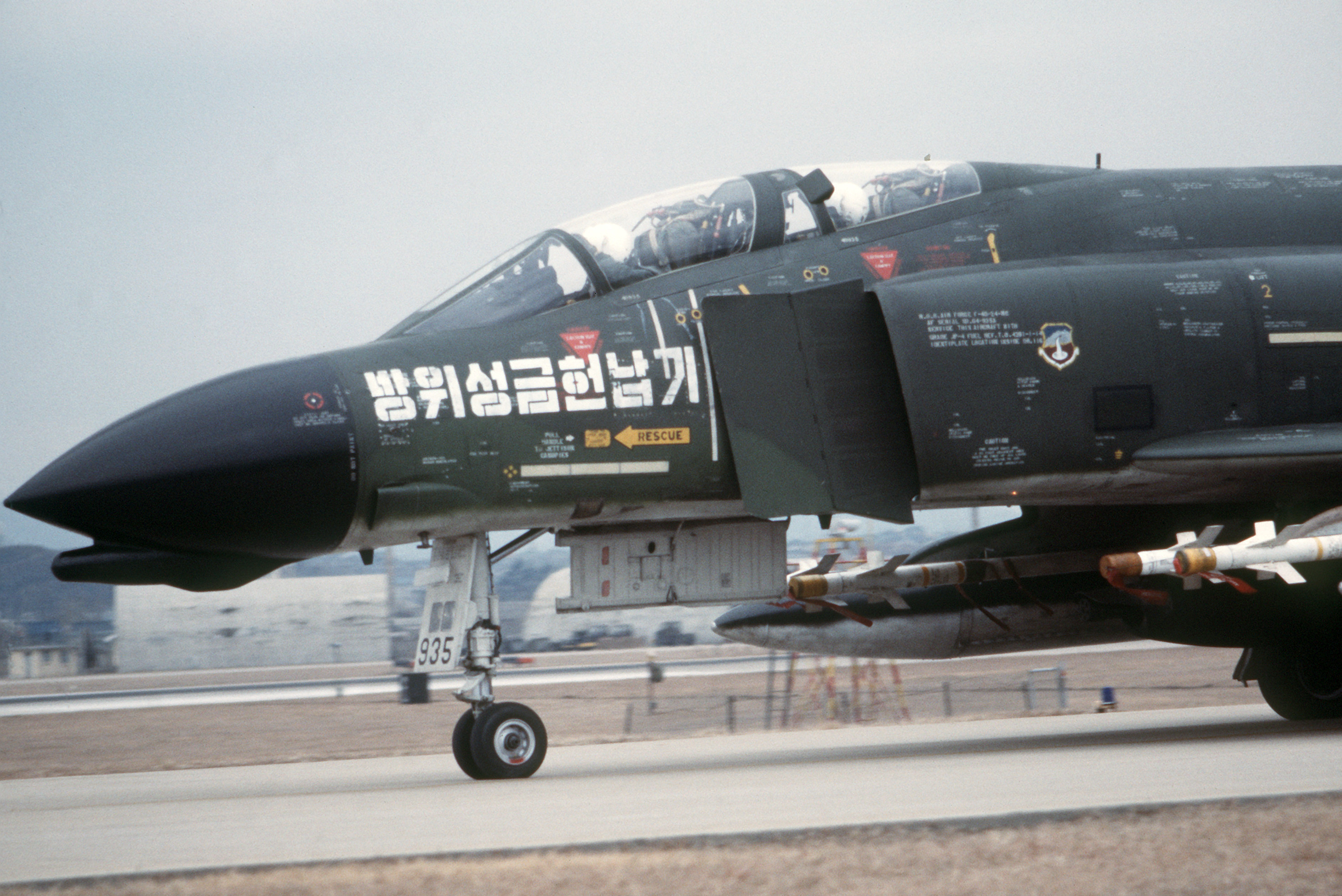
1979年，大韓民國空軍的F-4D幽靈II戰鬥機在大邱空軍基地
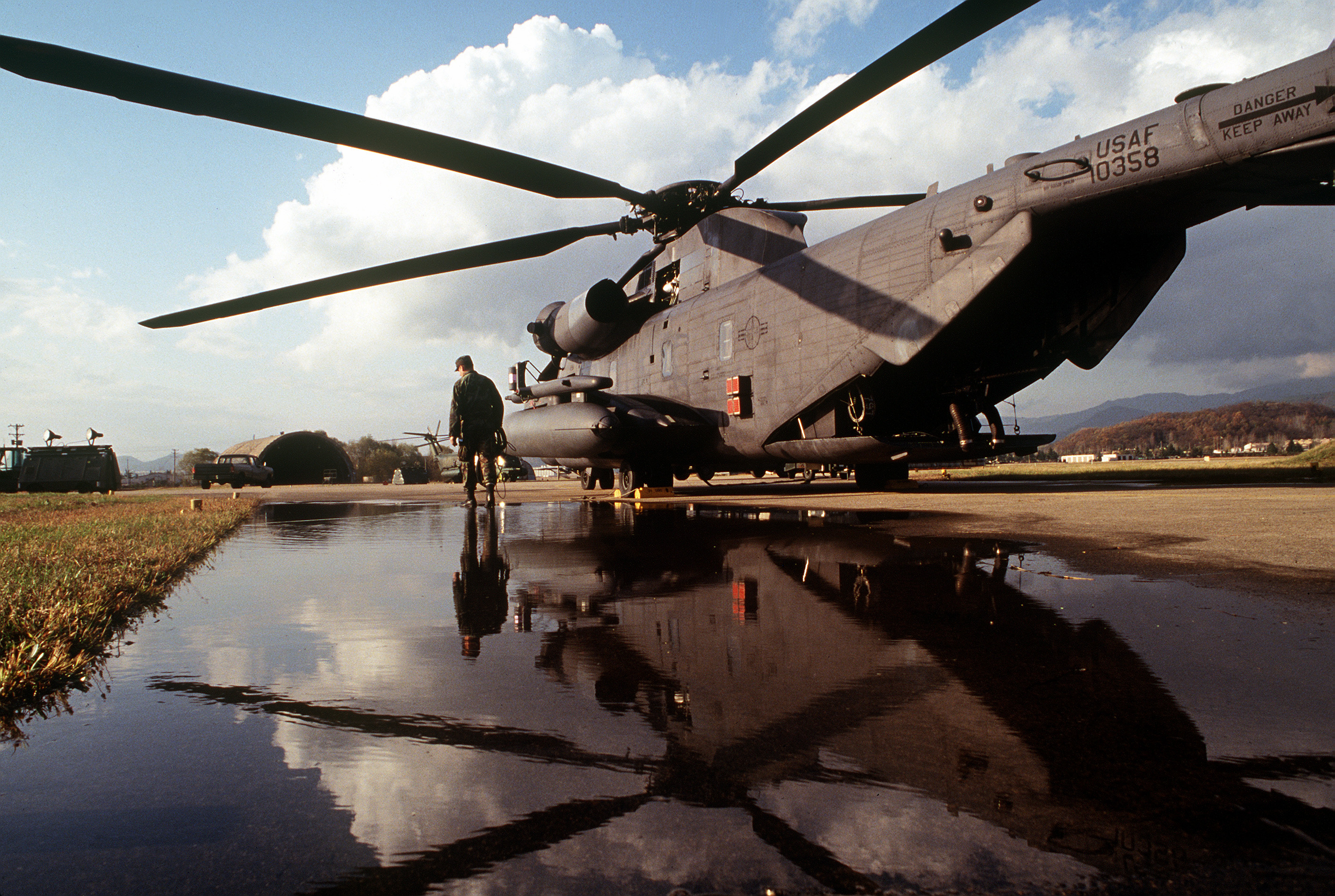
1993年，美國空軍第31特種作戰中隊（31st Special Operations Squadron）MH-53J低空鋪路者直升機在大邱空軍基地

## 航空管制
| 種類         | 周波数                      | 運用時間 （韓國標準時間） |
| ------------ | --------------------------- | ------------------------- |
| CLR          | 118.2 MHz,275.8 MHz         | 全天                      |
| GND          | 118.2 MHz,275.8 MHz         |                           |
| TWR          | 126.2 MHz,236.6 MHz,365 MHz | 全天                      |
| APP/DEP      | 135.9 MHz,230.3 MHz         | 全天                      |
| APP          | 346.3 MHz                   | 全天                      |
| BRICKWALL    | 120 MHz,349.4 MHz           | 全天                      |
| KUNSAN METRO | 346.5 MHz                   | 全天                      |
| ATIS         | 127.65 MHz,240.6 MHz        | 06:00-22:00               |

## 航空公司與航點
國內線：
| 航空公司       | 目的地 |
| -------------- | ------ |
| 韓亞航空（OZ） | 濟州   |
| 真航空（LJ）   | 濟州   |
| 德威航空（TW） | 濟州   |
| 濟州航空（7C） | 濟州   |
| 大韓航空（KE） | 濟州   |

國際線：

| 航空公司           | 目的地 |
| ------------------ | --- |
| 德威航空（TW）     | 東北亞：東京/成田、大阪/關西、福岡、臺北/桃園、张家界、延吉 東南亞：宿霧、長灘島、河內、峴港、芽莊、曼谷-蘇凡納布 大洋洲：關島 季節性：永珍、香港 |
| 大韓航空（KE）     | 仁川（转机专用内航机） |
| 濟州航空（7C）     | 峴港、宿霧 |
| 真航空（LJ）       | 台北-桃園 |
| 中國東方航空（MU） | 上海/浦東 |
| 香港快運（UO）     | 香港（2025年6月6日開辦） |
| 越捷航空（VJ）     | 芽莊 |

## 外部連結
- 大邱國際機場 （页面存档备份，存于）（英文）（日語）（简体中文）